# Basisperma
Basisperma es un género monotípico de plantas perteneciente a la familia Myrtaceae. Su única especie: Basisperma lanceolata C.T.White, J. Arnold Arbor. 23: 84 (1942), es originaria de  Papua Nueva Guinea.